# Musongati
Musongati è un comune del Burundi situato nella provincia di Rutana con 52.949 abitanti (censimento 2008).

## Geografia antropica

### Suddivisioni amministrative
Il comune è suddiviso in 25 colline.